# Yŏkp'o-guyŏk
Yŏkp'o-guyŏk (koreanska: 력포구역) är en kommun i Nordkorea.   Den ligger i provinsen Pyongyang, i den sydvästra delen av landet, 12 km sydost om huvudstaden Pyongyang.